# Хопі-Ярв
Хопі-Ярв (ест. Hopi järv) — озеро в Естонії, що розташоване на острові Хіюмаа, у волості Пюхалепа. На озері є 1 острів.